# Jeux olympiques d'été de 1984
Pour les articles homonymes, voir Jeux olympiques de Los Angeles et Jeux olympiques de 1984.
Les  Jeux olympiques d'été de 1984, officiellement appelés Jeux de la XXIIIe olympiade de l'ère moderne, ont été célébrés du 28 juillet au 12 août 1984 à Los Angeles, aux États-Unis.
Ces Jeux olympiques de 1984 furent marqués par le boycott d'une quinzaine de pays du bloc communiste, dont l'URSS, craignant pour leur sécurité mais également en réplique au boycott américain aux Jeux olympiques de Moscou quatre ans plus tôt.
Par ailleurs, pour la première fois, des Jeux furent exclusivement financés par le secteur privé. Le bénéfice pour le comité d'organisation sera estimé à près de 150 millions de dollars.
140 nations et 6 829 athlètes (dont 1 566 femmes) prirent part à 221 épreuves dans 21 sports. Le sprinteur américain Carl Lewis fut un des sportifs les plus en vue durant ces Jeux olympiques en remportant quatre médailles d'or.

## Désignation de la ville hôte
C'est le premier cas dans l'histoire de l'olympisme, depuis que la procédure de sélection est institutionnalisée, qu'il n'y a qu'une seule ville candidate, Los Angeles. Téhéran avait envisagé une candidature, mais se rétracte en 1977. Ce désintérêt est lié aux trois olympiades précédentes, celle de Mexico en 1968, précédée d'un massacre et d'une géographie défavorable, celle de Munich en 1972, obscurcie par la prise d'otage durant les Jeux et celle de Montréal en 1976, connue comme un désastre financier. D'autant que le CIO, à court d'argent, décida que le pays et la ville hôte à désigner prendraient à leurs charges les coûts et dépassements éventuels.
La date limite du dépôt des candidatures fut le 31 octobre 1977, qui scella le sort des Jeux. La ville californienne est officiellement organisatrice lors du vote du Comité international olympique au cours de la 80e session du 18 mai 1978 à Athènes.
Les États-Unis accueillent les jeux d'été pour la troisième fois de l'histoire après 1904 et 1932. Après Paris et Londres, Los Angeles devient la troisième ville à organiser à deux reprises cet événement.

## Organisation

### Financement et bénéfices
Pour la première fois dans l'histoire des Jeux olympiques, le financement de l'évènement fut entièrement assuré par le secteur privé, sans aide des pouvoirs publics. À ce titre, Tom Bradley, maire de Los Angeles, ayant encore en mémoire les problèmes financiers des jeux de Montréal en 1976, annonça clairement que les contribuables ne mettraient pas la main à la poche. C'est ainsi que le comité d’organisation fut confié à des hommes d'affaires entièrement indépendants, avec à sa tête Peter Ueberroth dont l'objectif poursuivi était de faire des bénéfices.
Pour mener à bien cet objectif, le Comité d’organisation, « LAOOC » (Los Angeles Olympic Organisation Committee) imagine une stratégie à trois niveaux. Tout d’abord, l'augmentation des droits de télévision. La chaîne américaine ABC paya près de 225 millions de dollars le droit de retransmettre les jeux. Ensuite, l'accroissement du nombre de sponsors, dont une centaine de « parrains olympiques », permettra de financer ces jeux à hauteur de 25 % (140 millions de dollars). Enfin, 7,8 millions de billets furent mis en circulation et dégagèrent un bénéfice de 90 millions de dollars, sans compter les 19 000 km du parcours de la flamme olympique mis en vente. Afin de ne procéder à aucune dépense inutile, seuls le vélodrome et la piscine olympique furent construits pour l'occasion. Cette dernière fut même entièrement payée par la chaîne de restaurants McDonald's.
Le bilan financier fut largement à la hauteur des ambitions puisque le « LAOOC » annonça un bénéfice total de 150 millions de dollars, chiffre encore inégalé en termes de rentabilité. Ce furent les premiers Jeux rentables depuis ceux de 1932, également à Los Angeles.
Ce succès marqua un tournant dans le mouvement olympique. Dès 1985, le CIO lança un programme marketing de grande importance (The Olympic Program) et confia les droits exclusifs d'utilisation des symboles olympiques à des sponsors.

### Emblèmes
Le logo des Jeux olympiques de Los Angeles 1984 représente trois étoiles, symbole universel, aux couleurs du drapeau des États-Unis (bleu, blanc et rouge). Les lignes horizontales rappellent la vitesse avec laquelle les athlètes cherchent à se rapprocher de la perfection.
La mascotte olympique se nomme Sam l’aigle. Cet animal, un pygargue à tête blanche, est le symbole de la nation américaine. Il fut imaginé par Robert Moore, créateur du studio Walt Disney qui imagina une apparence sympathique et joviale afin de plaire aux enfants.
La torche olympique reprend l'inscription « Games of the XXIII Olympiad Los Angeles 1984 » (Jeux de la 23e olympiade Los Angeles 1984) ainsi que la devise olympique Citius Altius Fortius. Le dessin figurant au sommet de la torche représente le Stade olympique de Los Angeles.
Le thème officiel des jeux de Los Angeles, Olympic Fanfare and Theme  fut imaginé par le compositeur américain John Williams. Récompensée par un Grammy Award, cette musique est aujourd'hui une des plus connues sur le sujet des Jeux olympiques. Le compositeur Sergio Mendes composa également pour ces jeux le morceau Olympia dans son album Confetti en 1984. Le groupe californien Toto composa également le thème "Moodido-The Match" pour ces J.O.

### Sites olympiques
Los Angeles :

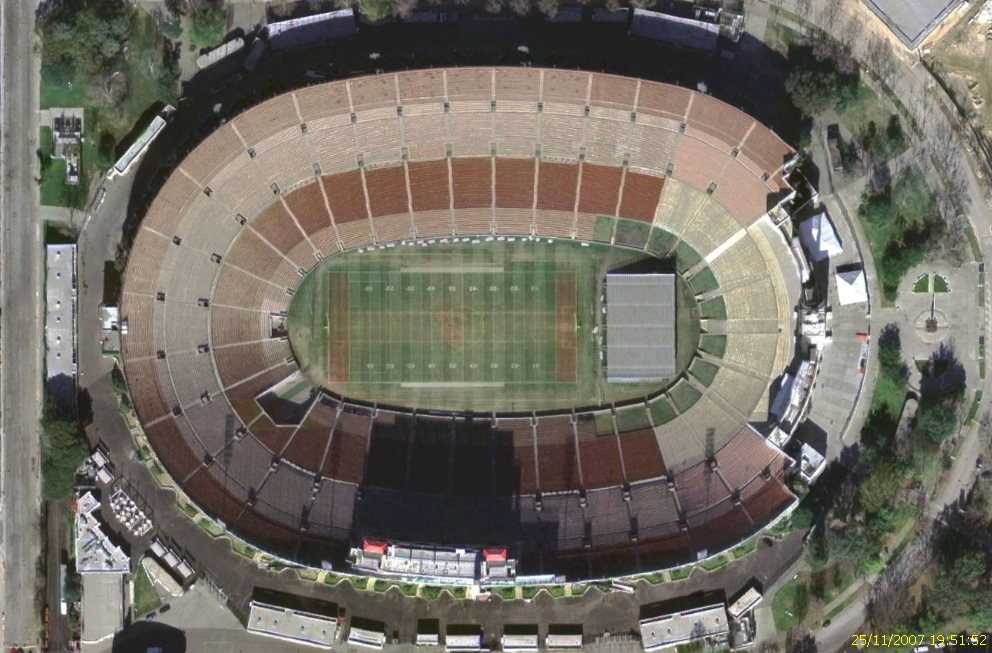
Le stade olympique Los Angeles Memorial Coliseum.

- Los Angeles Memorial Coliseum : cérémonies, athlétisme
- Los Angeles Memorial Sports Arena : boxe
- Dodger Stadium : baseball
- Pauley Pavilion, université de Californie à Los Angeles : gymnastique
- Eagles Nest Arena, université d'État de Californie à Los Angeles : judo
- Olympic (McDonald's) Swim Stadium, université du Sud de la Californie : natation, plongeon, natation synchronisée
- Village olympique, université du Sud de la Californie
- Los Angeles Tennis Center, université de Californie à Los Angeles : tennis
- Pavillon Albert Gersten, université Loyola Marymount, Westchester : haltérophilie

Sud de la Californie :

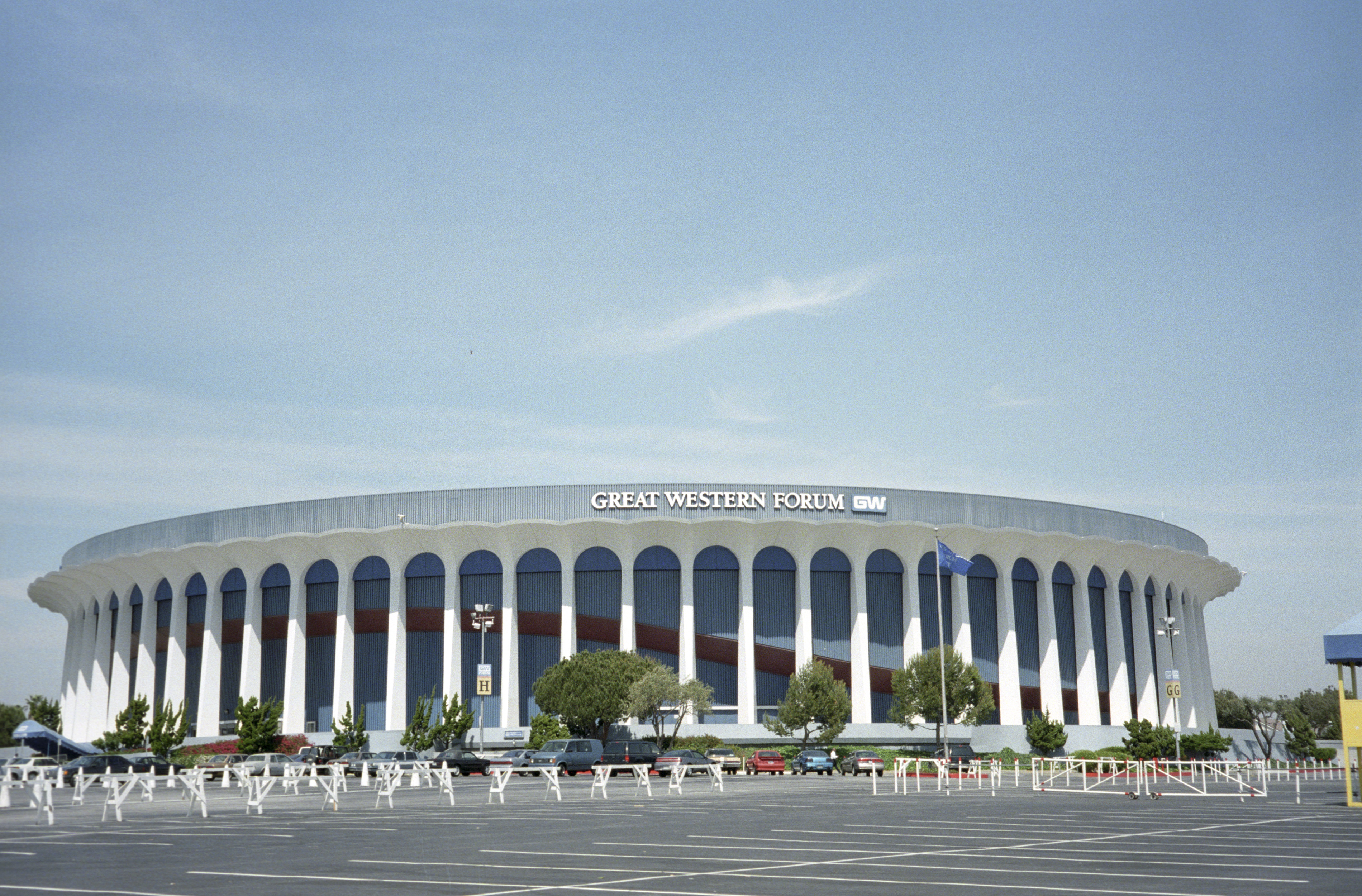
Le Forum d'Inglewood accueillit les épreuves de basket-ball.

- El Dorado Park, Long Beach : tir à l'arc
- The Forum, Inglewood : basket-ball
- Lac Casitas, comté de Ventura, Californie : aviron, canoë-kayak
- Vélodrome olympique, California State University, Dominguez Hills, Carson : cyclisme
- Mission Viejo, comté d'Orange : cyclisme sur route
- Santa Anita Park, Arcadia : équitation
- Centre de conventions, Long Beach : escrime
- Rose Bowl, Pasadena : football
- Titan Gymnasium, université d'État de la Californie, Fullerton : handball
- Weingart Stadium, Los Angeles College Est, Monterey Park : hockey sur gazon
- Coto de Caza, comté d'Orange : pentathlon moderne
- Olympic Shooting Range, Prado Recreational Area, Chino : tir
- Long Beach Arena, Long Beach : volleyball
- Raleigh Rummels Memorial Pool, Université de Pepperdine, Malibu : water polo
- Anaheim Convention Center, Anaheim : lutte
- Long Beach Shoreline Marina and Harbor, Long Beach : voile

Autre sites :
- Harvard Stadium, Boston, Massachusetts : football
- Navy-Marine Corps Memorial Stadium, académie navale d'Annapolis, Maryland : football
- Stanford Stadium, université Stanford, Palo Alto, Californie : football

### Cérémonie d'ouverture

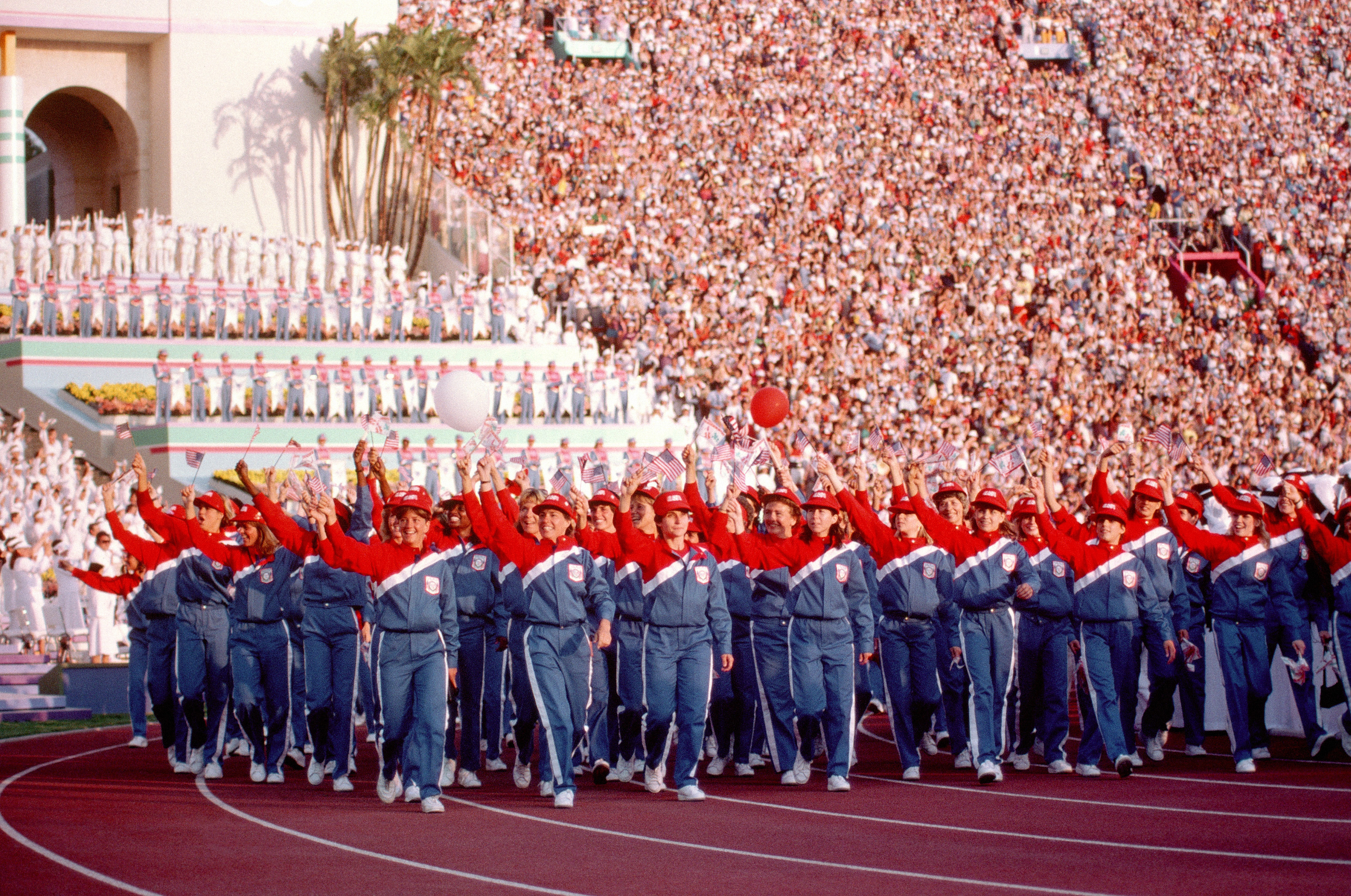
Défilé de la délégation américaine.

Les organisateurs avaient imaginé une cérémonie d'ouverture grandiose réalisée comme une comédie musicale digne d'Hollywood, marquée notamment par une démonstration de Bill Suitor, survolant quelques secondes le stade à l'aide d'un réacteur dorsal. Elle fut suivie par 2 milliards et demi de téléspectateurs dans le monde.
Ce 28 juillet 1984, près de 92 000 spectateurs du Stade olympique de Los Angeles assistent au défilé des 140 nations présentes, réservant un accueil chaleureux aux délégations chinoise, roumaine et yougoslave qui refusèrent de s'associer au boycott soviétique.
L'ouverture officielle fut déclaré par le Président des États-Unis Ronald Reagan. Le discours officiel du président du Comité international olympique, Juan Antonio Samaranch fut suivi par l'embrasement de la vasque olympique par le dernier porteur de la flamme, le décathlonien américain 	Rafer Johnson.

## Boycott des pays du bloc soviétique

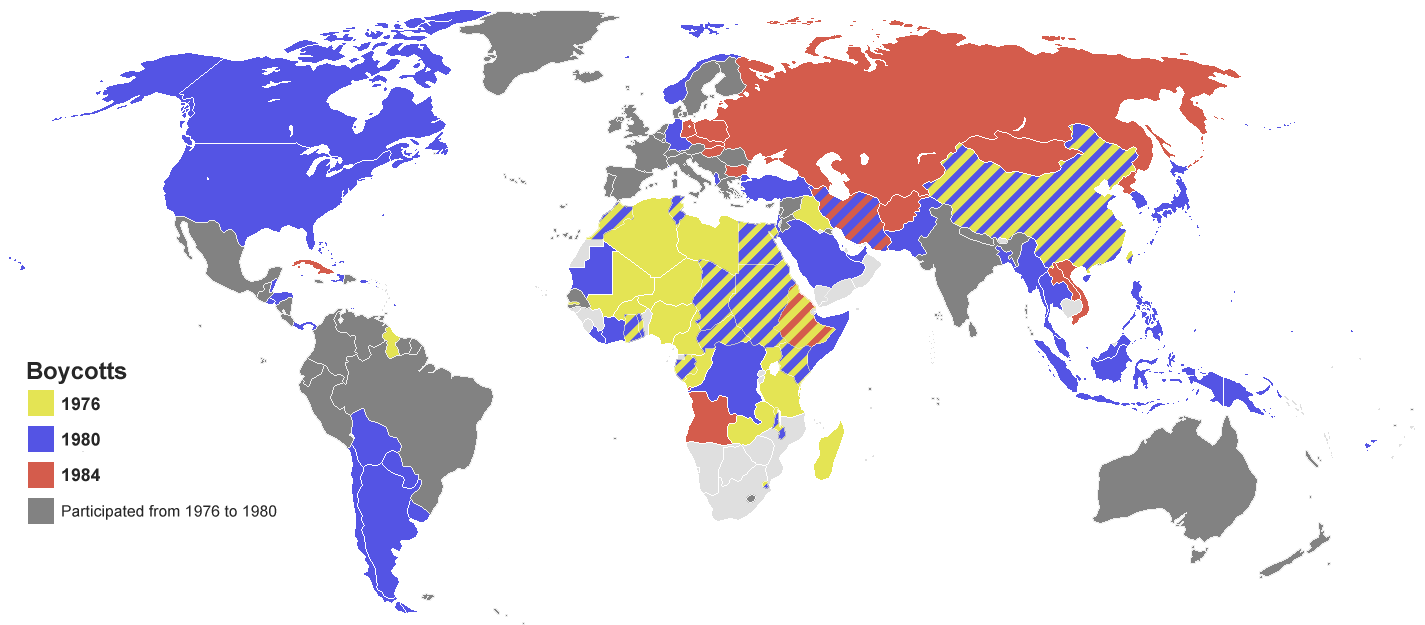
Les nations boycottant les jeux de Los Angeles sont indiquées en rouge.

Après 1976 et 1980, ces Jeux olympiques de Los Angeles furent une nouvelle fois entachés par le boycott de nations, issues cette fois-ci, des pays communistes. Le 8 mai 1984, l'Union des républiques socialistes soviétiques (URSS) rend publique sa décision de ne pas envoyer de délégation aux Jeux olympiques d'été de 1984, aux États-Unis. Elle fut suivie par une majorité de pays du bloc soviétique, dont la RDA, et Cuba.
Officiellement, l'URSS refuse d'aller à Los Angeles pour des raisons de sécurité mais aussi pour l'utilisation politique que les États-Unis voudront faire de l'événement. Elle parla de "non-participation" dans la mesure où elle y envoya ses juges et ses arbitres dans le but de ne pas déstabiliser les jeux. En réalité, cette annonce est perçue comme une réplique au boycott américain quatre ans plus tôt, et qui cherche à dégrader la qualité de ces jeux (60 % des médailles de Montréal en 1976 furent obtenues par les nations du bloc de l'Est), les commentateurs y perçoivent une vengeance et aussi les relations URSS-USA refroidies sous Ronald Reagan. Grigory Rodchenkov indique que le boycott vient du fait que les contrôles antidopage seraient renforcés et feraient échouer le dopage d'état soviétique.
Malgré les efforts du Comité international olympique, ce boycott eut bien lieu et concerna une quinzaine de pays. Des pays communistes tels que la Roumanie, la Yougoslavie ou la Chine ne s'alignèrent pas sur les positions moscovites. Afin de ne pas punir leurs athlètes, neuf pays socialistes non-participants (l'URSS, la RDA, la Tchécoslovaquie, la Pologne, la Bulgarie, la Hongrie, la Mongolie, Cuba, la Corée du Nord) organisèrent dans leurs capitales respectives, au moment même du déroulement des JO de Los Angeles, des contre-jeux « de l'Amitié » ouverts à toutes les délégations sportives des pays non-participants.
Liste des nations ayant boycotté les Jeux de 1984 : 
- Afghanistan
- Albanie
- Angola
- Bulgarie
- Cuba
- Corée du Nord
- Éthiopie
- Hongrie
- Laos
- Mongolie
- Pologne
- RDA
- Tchécoslovaquie
- URSS
- Yémen du Sud
- Viêt Nam

L'Iran et la Libye ne participèrent pas à ces jeux de Los Angeles, mais pour des raisons politiques autres que celles des 15 pays.
Le capitaine Thomas Sankara, chef de la Haute Volta (devenu Burkina Faso le 4 août 1984), décida également de boycotter ces jeux.

## Nations participantes

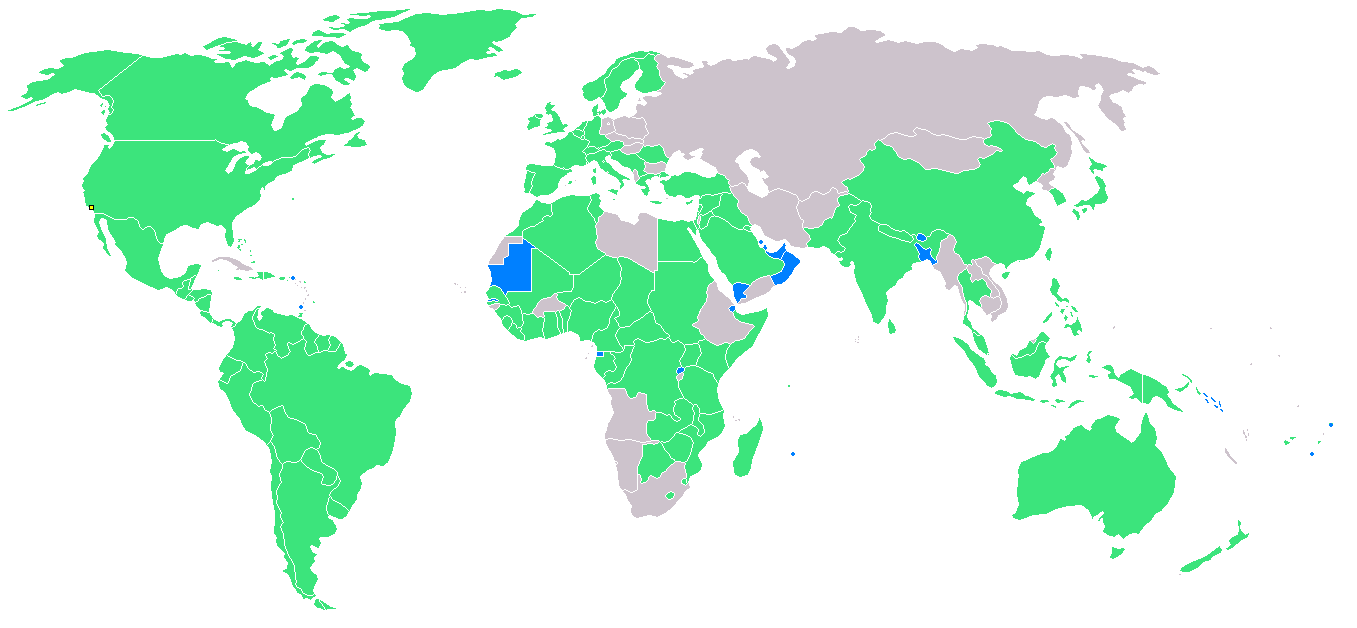
Pays participants en 1984.
Pays participant pour la première fois.
Pays ayant déjà participé.

Malgré ce boycott, 140 nations participèrent à ces Jeux de Los Angeles, soit le plus grand nombre de  pays depuis 1896.
Dix-neuf de ces pays ont fait leur première apparition aux Jeux olympiques : Bahreïn, le Bangladesh, le Bhoutan, Djibouti, la Gambie, Grenade, la Guinée équatoriale, les Îles Salomon, les Îles vierges britanniques, Maurice, la Mauritanie, Oman, le Qatar, le Rwanda, les Samoa, Taipei, les Tonga, la République arabe du Yémen et le Zaïre.
Pour la première fois, la Chine participe aux Jeux olympiques d'été.
| Afrique | Amériques | Asie | Europe | Océanie |
| - Algérie (32) - Bénin 3) - Botswana 7) - Cameroun (49) - République centrafricaine (2) - République du Congo (10) - Côte d'Ivoire (12) - Djibouti (3) - Égypte (114) - Gabon (4) - Gambie (7) - Ghana (14) - Guinée (3) - Guinée équatoriale (5) - Kenya (60) - Lesotho (4) - Liberia (9) - Madagascar (4) - Malawi (15) - Mali (4) - Maroc (40) - Maurice (4) - Mauritanie (4) - Mozambique (9) - Niger (3) - Nigeria (33) - Ouganda (26) - Rwanda (3) - Sénégal (24) - Seychelles (9) - Sierra Leone (7) - Somalie (7) - Soudan (5) - Swaziland (8) - Tanzanie (18) - Tchad (3) - Togo (6) - Tunisie (23) - Zaïre (8) - Zambie (16) - Zimbabwe (16) | - Antigua-et-Barbuda (13) - Antilles néerlandaises (8) - Argentine (87) - Bahamas (22) - Barbade (16) - Belize (11) - Bermudes (12) - Bolivie (12) - Brésil (151) - Îles Caïmans (8) - Canada (439) - Chili (57) - Colombie (37) - Costa Rica (28) - Équateur (10) - États-Unis (522) - Grenade (7) - Guatemala (24) - Guyana (6) - Haïti (4) - Honduras (12) - Îles Vierges des États-Unis (33) - Îles Vierges britanniques (8) - Jamaïque (45) - Mexique (99) - Nicaragua (25) - Panama (8) - Paraguay (14) - Pérou (38) - Porto Rico (51) - République dominicaine (39) - Suriname (5) - Trinité-et-Tobago (16) - Uruguay (19) - Venezuela (26) | - Arabie saoudite (40) - Bangladesh (1) - Bahreïn (10) - Bhoutan (6) - Birmanie (1) - Chine (219) - Corée du Sud (204) - Émirats arabes unis (7) - Hong Kong (48) - Inde (48) - Indonésie (16) - Irak (24) - Japon (247) - Jordanie (12) - Koweït (23) - Liban (21) - Malaisie (21) - Népal (11) - Oman (1) - Pakistan (29) - Philippines (20) - Qatar (27) - Singapour (5) - Sri Lanka (4) - Syrie (7) - Taipei chinois (59) - Thaïlande (35) - Yémen du Nord (2) | - Allemagne de l'Ouest (394) - Andorre (2) - Autriche (102) - Belgique (67) - Chypre (10) - Danemark (62) - Espagne (185) - Finlande (88) - France (243) - Grande-Bretagne (338) - Grèce (51) - Irlande (43) - Islande (32) - Israël (31) - Italie (305) - Liechtenstein (7) - Luxembourg (5) - Malte (8) - Monaco (8) - Norvège (104) - Pays-Bas (127) - Portugal (39) - Roumanie (125) - Saint-Marin (19) - Suède (176) - Suisse (129) - Turquie (47) - Yougoslavie (139) | - Australie (246) - Fidji (15) - Nouvelle-Zélande (130) - Papouasie-Nouvelle-Guinée (7) - Îles Salomon (3) - Samoa (8) - Tonga (7) |
| 42 pays | 35 pays | 29 pays | 28 pays | 7 pays |

## Compétition

### Sports et résultats
Comme lors des jeux de Moscou en 1980, 21 sports figurent au programme de ces jeux de Los Angeles. 221 épreuves sont disputées, dont pour la première fois la gymnastique rythmique et la natation synchronisée. Autre nouveauté, des épreuves de planche à voile et de tir féminin sont au programme.
Deux sports sont en démonstration : le baseball et le tennis.
| - Athlétisme (41) - Aviron (14) - Basket-ball (2) - Boxe (12) - Canoë-kayak (12) - Cyclisme (8) - Équitation (6) - Escrime (8) | - Football (1) - Gymnastique (15) - Haltérophilie (10) - Handball (2) - Hockey sur gazon (2) - Judo (8) - Lutte (20) - Pentathlon moderne (2) | - Sports aquatiques Natation (29) Natation synchronisée (2) Plongeon (4) Water-polo (1) - Tir (11) - Tir à l'arc (2) - Voile (7) - Volley-ball (2) |

### Faits marquants
Athlétisme

Résultats détaillés

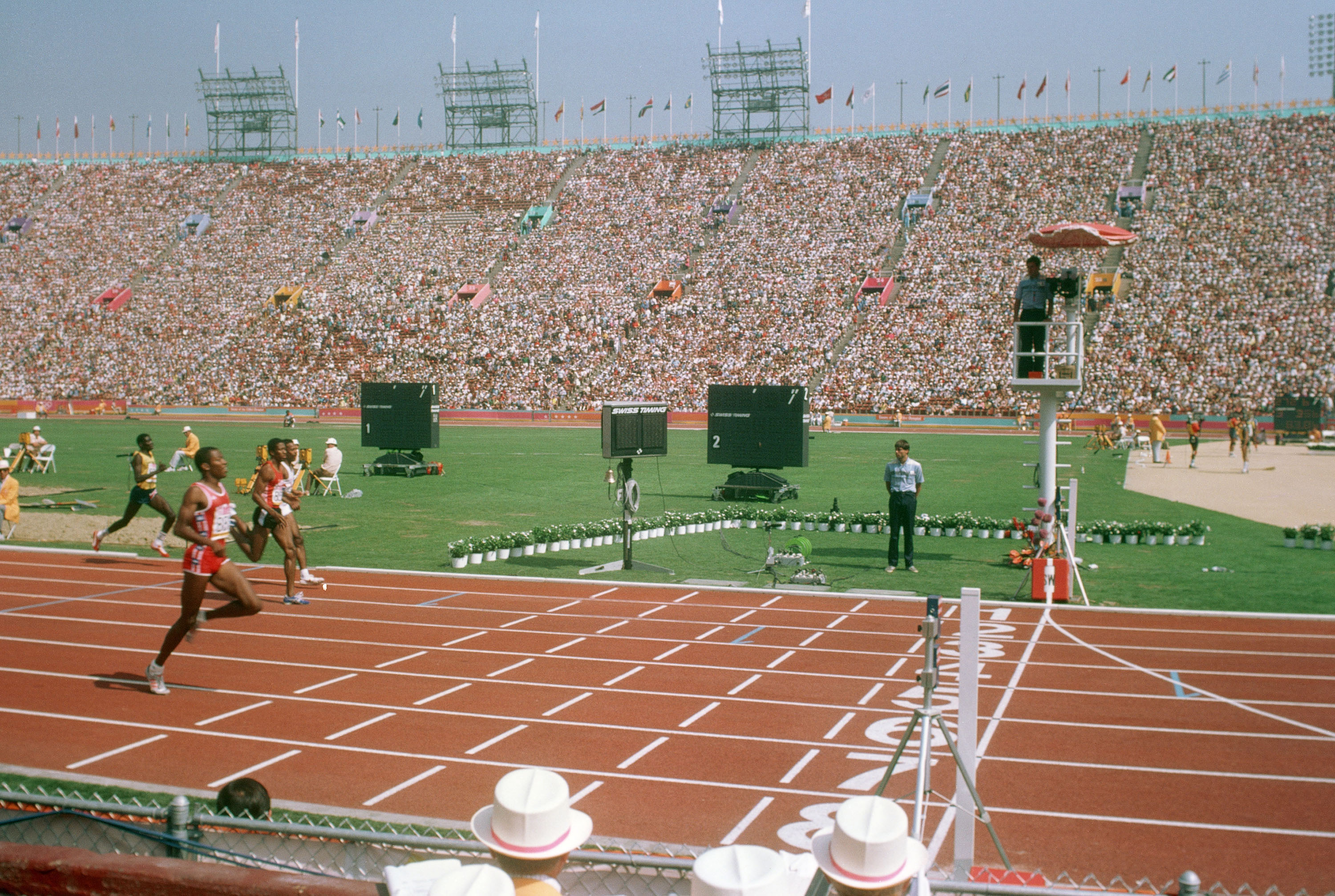
Arrivée du 400 mètres.

L’athlète américain Carl Lewis est le héros de ces Jeux olympiques de Los Angeles en remportant quatre médailles d’or : le 100 m, le 200 m, le saut en longueur et le relais 4 × 100m. Il égale à cette occasion l’exploit de Jesse Owens en 1936 à Berlin. Bénéficiant du soutien total du public américain du  Los Angeles Memorial Coliseum, Carl Lewis, âgé de 23 ans, remporte tout d’abord l’épreuve reine du 100 m en 9 s 99, dominant son compatriote Sam Graddy. Puis, son saut en longueur mesuré à 8,54 m lui permet de glaner sa deuxième médaille d’or, avant celle du 200 m où il devance un autre américain, Kirk Baptiste. Enfin, avec ses coéquipiers du relais 4 × 100 m, il établit un nouveau record du monde  en 37 s 83 et remporte son quatrième titre olympique. Durant sa carrière, le « Roi Carl » aura remporté dix médailles olympiques dont neuf en or.
L'Américain Edwin Moses, remporte le 400 m haies huit ans après avoir obtenu le titre à Montréal en 1976. Sa compatriote Valerie Brisco-Hooks réalise un triplé sur 200 m, 400 m et 4 × 400 m. Plus jeune championne olympique en 1972 à l'âge de 16 ans, l'Allemande Ulrike Meyfarth récidive douze ans plus tard en remportant la hauteur. La Marocaine Nawal El Moutawakel sur le 400 m haies féminin offre à l'Afrique sa première médaille d'or féminine. Son compatriote Said Aouita est sacré sur l'épreuve du 5 000 m. Le Britannique Sebastian Coe est le premier athlète à réussir le doublé sur 1 500 m lors de Jeux olympiques.
Le marathon, le 400 mètres haies et l'heptathlon féminins figurent pour la première fois au programme des Jeux olympiques. Le marathon, remporté par Joan Benoit, fut marqué par l'arrivée dans le stade d'une Gabriela Andersen-Schiess à bout de forces, qui mettra 5 minutes et 44 secondes à effectuer son dernier tour de piste, suivie de très près par des médecins.
Aviron

Résultats détaillés

Le rameur finlandais Pertti Karppinen remporte sa troisième médaille d'or en skiff.
Basket-ball

Résultats détaillés

Les États-Unis emmenés par Michael Jordan décrochent le titre olympique masculin en battant l'Espagne par 96 à 65.
Boxe

Résultats détaillés

Canoë-kayak

Résultats détaillés

Cyclisme

Résultats détaillés

Les États-Unis remportent plus de la moitié des médailles. Parmi elles, celle de Connie Carpenter, première médaille féminine en cyclisme sur route.
Équitation

Résultats détaillés

Escrime

Résultats détaillés

Football

Résultats détaillés

L'équipe de France de football remporte le tournoi olympique en battant le Brésil par deux buts à zéro.
Gymnastique

Résultats détaillés

La gymnaste Mary Lou Retton (avec Ronald Reagan).

La jeune américaine Mary Lou Retton devient la première gymnaste non-européenne à remporter le concours général. Elle gagnera quatre médailles supplémentaires lors de ces jeux. La roumaine Ecaterina Szabo est l'athlète la plus médaillée lors de ces jeux. Elle remporte quatre médailles d'or et une d'argent. Chez les hommes, le chinois Li Ning repart de Los Angeles avec six médailles, dont trois d'or.
Haltérophilie

Résultats détaillés

Handball

Résultats détaillés

La Yougoslavie remporte le titre olympique, aussi bien chez les hommes que chez les femmes.
Hockey sur gazon

Résultats détaillés

Judo

Résultats détaillés

Lutte

Résultats détaillés

Natation

Résultats détaillés

Quatre hommes dominèrent ces jeux : le canadien Alex Baumann décroche deux médailles d'or, l'allemand Michael Gross quatre médailles, dont deux d'or. Les Américains Rowdy Gaines et Rick Carey remportent quant à eux trois médailles d'or chacun. Dans la discipline du plongeon, l'américain Greg Louganis remporte les deux épreuves (tremplin et haut vol).
Pentathlon moderne

Résultats détaillés

Tir

Résultats détaillés

Tir à l'arc

Résultats détaillés

Neroli Fairhall est la première athlète paraplégique à participer à une épreuve olympique officielle. Elle concourt en fauteuil roulant.
Voile

Résultats détaillés

Volley-ball

Résultats détaillés

### Records de médailles
| Athlète         | Pays       | Sport       | Médaille d'or, Jeux olympiques | Médaille d'argent, Jeux olympiques | Médaille de bronze, Jeux olympiques | Total |
| Ecaterina Szabó | Roumanie   | Gymnastique | 4                              | 1                                  | 0                                   | 5     |
| Carl Lewis      | États-Unis | Athlétisme  | 4                              | 0                                  | 0                                   | 4     |
| Li Ning         | Chine      | Gymnastique | 3                              | 2                                  | 1                                   | 6     |
| Michael Heath   | États-Unis | Natation    | 3                              | 1                                  | 0                                   | 4     |
| Nancy Hogshead  | États-Unis | Natation    | 3                              | 1                                  | 0                                   | 4     |

### Tableau des médailles
En l'absence de grandes nations sportives comme l'URSS et la RDA, les États-Unis dominent ces jeux de Los Angeles en remportant plus du tiers des titres olympiques. Pour ses premiers Jeux, la Chine se classe 4e avec 32 médailles au total.
| Rang  | Pays                   | Médaille d'or, Jeux olympiques | Médaille d'argent, Jeux olympiques | Médaille de bronze, Jeux olympiques | Total |
| 1     | États-Unis             | 83                             | 61                                 | 30                                  | 174   |
| 2     | Roumanie               | 20                             | 16                                 | 17                                  | 53    |
| 3     | Allemagne de l'Ouest   | 17                             | 19                                 | 23                                  | 59    |
| 4     | Chine                  | 15                             | 8                                  | 9                                   | 32    |
| 5     | Italie                 | 14                             | 6                                  | 12                                  | 32    |
| 6     | Canada                 | 10                             | 18                                 | 16                                  | 44    |
| 7     | Japon                  | 10                             | 8                                  | 14                                  | 32    |
| 8     | Nouvelle-Zélande       | 8                              | 1                                  | 2                                   | 11    |
| 9     | Yougoslavie            | 7                              | 4                                  | 7                                   | 18    |
| 10    | Corée du Sud           | 6                              | 6                                  | 7                                   | 19    |
| 11    | Royaume-Uni            | 5                              | 11                                 | 21                                  | 37    |
| 12    | France                 | 5                              | 7                                  | 16                                  | 28    |
| 13    | Pays-Bas               | 5                              | 2                                  | 6                                   | 13    |
| 14    | Australie              | 4                              | 8                                  | 12                                  | 24    |
| 15    | Finlande               | 4                              | 2                                  | 6                                   | 12    |
| 16    | Suède                  | 2                              | 11                                 | 6                                   | 19    |
| 17    | Mexique                | 2                              | 3                                  | 1                                   | 6     |
| 18    | Maroc                  | 2                              | 0                                  | 0                                   | 2     |
| 19    | Brésil                 | 1                              | 5                                  | 2                                   | 8     |
| 20    | Espagne                | 1                              | 2                                  | 2                                   | 5     |
| 21    | Belgique               | 1                              | 1                                  | 2                                   | 4     |
| 22    | Autriche               | 1                              | 1                                  | 1                                   | 3     |
| 23    | Kenya                  | 1                              | 0                                  | 2                                   | 3     |
| 23    | Portugal               | 1                              | 0                                  | 2                                   | 3     |
| 25    | Pakistan               | 1                              | 0                                  | 0                                   | 1     |
| 26    | Suisse                 | 0                              | 4                                  | 4                                   | 8     |
| 27    | Danemark               | 0                              | 3                                  | 3                                   | 6     |
| 28    | Jamaïque               | 0                              | 1                                  | 2                                   | 3     |
| 28    | Norvège                | 0                              | 1                                  | 2                                   | 3     |
| 30    | Porto Rico             | 0                              | 1                                  | 1                                   | 2     |
| 30    | Nigeria                | 0                              | 1                                  | 1                                   | 2     |
| 30    | Grèce                  | 0                              | 1                                  | 1                                   | 2     |
| 33    | Irlande                | 0                              | 1                                  | 0                                   | 1     |
| 33    | Colombie               | 0                              | 1                                  | 0                                   | 1     |
| 33    | Égypte                 | 0                              | 1                                  | 0                                   | 1     |
| 33    | Côte d'Ivoire          | 0                              | 1                                  | 0                                   | 1     |
| 33    | Pérou                  | 0                              | 1                                  | 0                                   | 1     |
| 33    | Syrie                  | 0                              | 1                                  | 0                                   | 1     |
| 33    | Thaïlande              | 0                              | 1                                  | 0                                   | 1     |
| 40    | Turquie                | 0                              | 0                                  | 3                                   | 3     |
| 40    | Venezuela              | 0                              | 0                                  | 3                                   | 3     |
| 42    | Algérie                | 0                              | 0                                  | 2                                   | 2     |
| 43    | Cameroun               | 0                              | 0                                  | 1                                   | 1     |
| 43    | Taipei chinois         | 0                              | 0                                  | 1                                   | 1     |
| 43    | République dominicaine | 0                              | 0                                  | 1                                   | 1     |
| 43    | Islande                | 0                              | 0                                  | 1                                   | 1     |
| 43    | Zambie                 | 0                              | 0                                  | 1                                   | 1     |
| Total | Total                  | 226                            | 219                                | 243                                 | 688   |

## Dopage
Douze cas de dopages furent décelés à l'occasion de ces jeux de Los Angeles. Les sportifs suivants furent disqualifiés et déchus de leur médaille éventuelle :
- Serafim Grammatikopoulos (Grèce, Haltérophilie) : nandrolone
- Vésteinn Hafsteinsson (Islande, Athlétisme) :	nandrolone
- Tomas Johansson (Suède, Lutte) : méténolone → médaille d'argent retirée
- Stefan Laggner 	(Autriche, Haltérophilie) : nandrolone
- Goran Petersson (Suède, Haltérophilie) : nandrolone
- Eiji Shimomura (Japon, Volley-ball) : testostérone
- Mikiyasu Tanaka (Japon, Volley-ball) : éphédrine
- Ahmed Tarbi (Algérie, Haltérophilie) : nandrolone
- Mahmud Tarha (Liban, Haltérophilie) :	nandrolone
- Giampaolo Urlando (Italie, Athlétisme) : testostérone
- Martti Vainio (Finlande, Athlétisme) : méténolone → médaille d'argent du 10 000 m retirée
- Anna Verouli (Grèce, Athlétisme) : nandrolone

## Art, médias et culture populaire

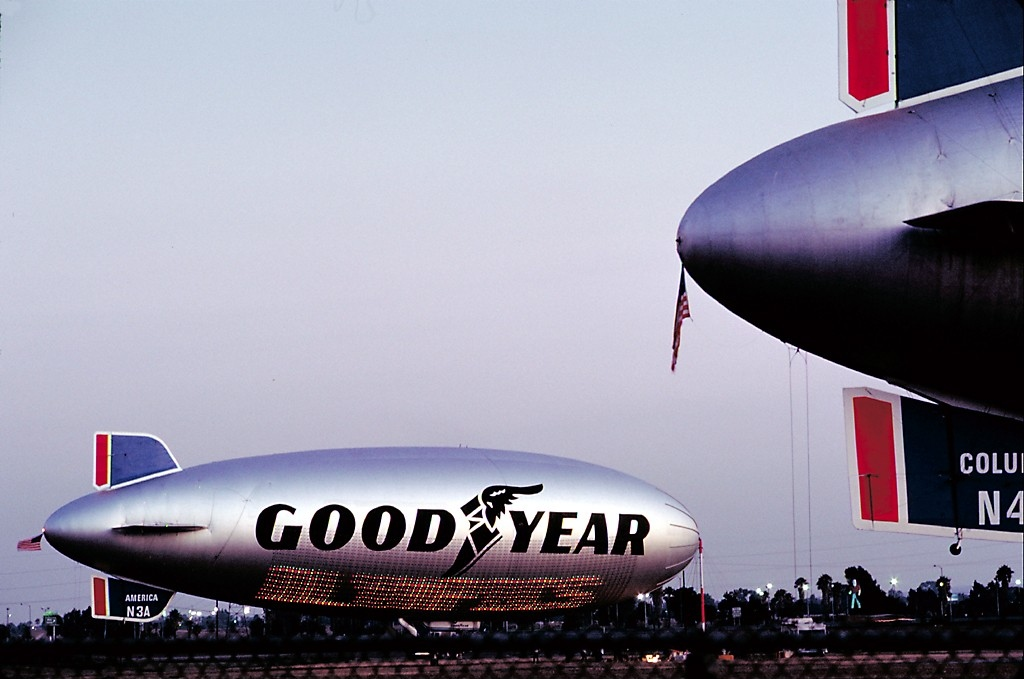
Les dirigeables Goodyear America et Columbia participent à la couverture de ces Jeux olympiques.

Le succès des Jeux, en popularité médiatique internationale ou en finance, fit que l'organisateur Peter Ueberroth fut désigné Homme de l'année 1984 par Time Magazine avec la mention « La réussite était olympique ». Un choix qui surprit, d'habitude Time préfère distinguer les politiques, les candidats présélectionnés étaient Ronald Reagan, José Napoleón Duarte, Geraldine Ferraro et « Les Terroristes ».
Le comité d'organisation des Jeux avait demandé à quinze artistes de travailler sur le thème du sport, notamment aux figures du pop art Roy Lichtenstein, David Hockney et Robert Rauschenberg, dont les trois étoiles sont reprises sur l'affiche officielle. La mascotte, Sam l'aigle, est créée par le studio Disney. Ces choix rompent avec la monotonie artistiques des précédentes olympiades. Lors d'une cérémonie officielle au Memorial Coliseum, Lionel Richie chante All Night Long devant 92 000 personnes et un homme-fusée s'envole dans les airs avec un réacteur dorsal construit par la NASA. Le sportif Carl Lewis raconte ces Jeux : « Pour la première fois, la famille olympique s'est retrouvée comme dans un film. La retransmission télévisée donnait l'impression d'un show hollywoodien. J'ai été le premier athlète à profiter d'une telle vitrine médiatique et à faire de la publicité avant même d’être champion olympique ». En effet, le comité d'organisation, dirigé par des hommes d'affaires américains, avait récolté 150 millions de dollars de bénéfice grâce à l'installation de sponsors privés et à l'augmentation des droits télévisés. En 2014, une exposition retrace ces Olympiades au musée olympique de Lausanne (Suisse) : « Los Angeles 1984 - Colorful L.A. ».